# Devilish Gloomy
Devilish Gloomy fue un proyecto musical creado en Galicia, España, a mediados de 2009. Es una mezcla instrumental de sonidos 8-bit, música electrónica y nintendocore. Estaba formado por un único miembro. Su música siempre estaba disponible para descargar gratuitamente, ya que su única intención era "difundir el género" mediante blogs y redes sociales.

## Historia
Devilish Gloomy, de origen gallego, comenzó como una banda llamada Devilish Smile. Ha recibido un rechazo en su primer EP ya que era música "experimental" que la gente consideraba puro ruido. Sin embargo, ha ganado popularidad poco a poco desde su lanzamiento del álbum "ON/OFF" por Internet, con la ayuda de difusión en blogs, de su split con "One Foot Caterpie!" y sus remixes de otras bandas.
Estaba planeado sacar un sencillo en colaboración con otro artista que nunca fue publicado y un nuevo EP "Your Lies Won't Kill Me", pero el 20 de agosto de 2013, después de varios meses de inactividad, Devilish Gloomy anunció en Twitter que la banda había terminado, según su Myspace, "por motivos personales".

## Discografía
- EP'S:

Other World (2009)
ON/OFF (2010)
The Party Ends With Blood (2010)
The Doors (2010)
Songs4me (2010)
2nd Version (2011)
Trampling My Tail I Scream Meow! (2012)
Songs4beep (2012)
- Álbumes:

ON/OFF (2010)
Cyberconnection (2010)
Hah! Super Mushrooms (2011)
The Stones Also Have Hearts (2011)
The Chaotic Mess Game (2011)
Like A Five-Years Kid (2011)
- Compilaciones:

Hundred Devilish And Gloomy Songs (2012): Una compilación-álbum de 100 canciones (la mayoría exclusivas o nuevas versiones de canciones anteriores); lanzado el 28 de junio.
- Splits:

One Devilish Gloomy Caterpie! (2011), con One Foot Caterpie! artista 8-bit de origen brasileño.

## Críticas y controversia
Su remix "Mosh And Roll" de Blood On The Dance Floor (banda) y "Dancing Over the Flow" de Dungeon Elite [**] han sido dos de las canciones más famosas de Devilish Gloomy. Sin embargo, la banda ha recibido críticas porque algunas personas no creen que Devilish Gloomy sea puro nintendocore, sino una fusión de este con diferentes géneros de música electrónica, o los constantes rasgos experimentales y de calidad variables, especialmente en sus inicios.